# Dagmar Matthes
Dagmar Matthes (* 1968) ist eine ehemalige deutsche Triathletin, die für den Verein TSG 08 Roth startete. Sie ist zweifache Deutsche Triathlon-Meisterin auf der Langdistanz (2008, 2010).

## Werdegang
Dagmar Matthes betreibt Triathlon seit 1996.
Zwischen 1999 und 2005 konnte sie fünfmal auf der Kurzdistanz den Rothsee-Triathlon für sich entscheiden. 2005 wurde sie Dritte bei der Deutschen Meisterschaft auf der Mitteldistanz beim Mönchshof-Triathlon.
2008 wurde Dagmar Matthes bei der Challenge Roth Deutsche Meisterin auf der Triathlon-Langdistanz (3,8 km Schwimmen, 180 km Radfahren und 42,2 km Laufen) und die damals 42-Jährige konnte diesen Erfolg 2010 wiederholen. 2013 wurde sie Zweite beim Rothsee-Triathlon. Im Juni konnte sie sich beim Ironman France in Nizza zum fünften Mal für die Ironman-Weltmeisterschaft auf Hawaii qualifizieren, wo sie im Oktober den neunten Platz in der Altersklasse W45–49 belegte.
Seit 2013 tritt Matthes nicht mehr international in Erscheinung.
Dagmar Matthes arbeitet als Teamleiterin der Anwendungsentwicklung beim Bayerischen Landesamt für Steuern.

## Sportliche Erfolge
| Datum/Jahr    | Platz | Wettbewerb                                         | Austragungsort | Zeit     | Bemerkung                                       |
| ------------- | ----- | -------------------------------------------------- | -------------- | -------- | ----------------------------------------------- |
| 30. Juni 2013 | 2     | Rothsee-Triathlon                                  | Roth           |          | Zweite hinter Tamsyn Hayes                      |
| 26. Juni 2011 | 3     | Rothsee-Triathlon                                  | Roth           | 02:11:39 |                                                 |
| 2010          | 3     | Rothsee-Triathlon                                  | Roth           |          |                                                 |
| 2008          | 2     | Rothsee-Triathlon                                  | Roth           |          |                                                 |
| 2005          | 1     | Rothsee-Triathlon                                  | Roth           |          | fünfter Sieg in Roth                            |
| 13. Aug. 2005 | 3     | DTU Deutsche Triathlon-Meisterschaft Mitteldistanz | Kulmbach       |          | Deutsche Meisterschaft beim Mönchshof-Triathlon |
| 2004          | 1     | Rothsee-Triathlon                                  | Roth           |          |                                                 |
| 2003          | 1     | Rothsee-Triathlon                                  | Roth           |          |                                                 |
| 2002          | 1     | Rothsee-Triathlon                                  | Roth           |          |                                                 |
| 1999          | 1     | Rothsee-Triathlon                                  | Roth           |          |                                                 |

| Datum/Jahr    | Platz | Wettbewerb                                         | Austragungsort | Zeit     | Bemerkung                                                                 |
| ------------- | ----- | -------------------------------------------------- | -------------- | -------- | ------------------------------------------------------------------------- |
| 12. Okt. 2013 | 1020  | Ironman Hawaii                                     | Hawaii         | 10:40:05 | Neunte der Altersklasse W45–49                                            |
| 23. Juni 2013 | 9     | Ironman France                                     | Nizza          | 10:27:35 | Siegerin der Altersklasse W45–49                                          |
| 18. Juli 2010 | 1     | DTU Deutsche Meisterschaft Triathlon Langdistanz   | Roth           | 09:32:05 | Deutsche Meisterin auf der Langdistanz; als Fünfte bei der Challenge Roth |
| 6. Sep. 2008  | 6     | ETU Long Distance Triathlon European Championships | Gérardmer      | 07:42:42 | Europameisterschaft auf der Langdistanz                                   |
| 13. Juli 2008 | 1     | DTU Deutsche Meisterschaft Triathlon Langdistanz   | Roth           | 09:30:14 | Deutsche Meisterin; als Achte auf der Langdistanz bei der Challenge Roth  |
| 16. Okt. 2004 | 631   | Ironman Hawaii                                     | Hawaii         | 11:21:05 | Altersklasse W35–39                                                       |
| 16. Okt. 2001 | 664   | Ironman Hawaii                                     | Hawaii         | 11:42:09 |                                                                           |
| 16. Okt. 1999 | 804   | Ironman Hawaii                                     | Hawaii         | 11:15:23 |                                                                           |
| 3. Okt. 1998  | 866   | Ironman Hawaii                                     | Hawaii         | 12:07:43 |                                                                           |